# La Baffe
La Baffe je francouzská obec v departementu Vosges, v regionu Grand Est.

## Geografie
Obec tvoří dvě části vzdálené od sebe 2,5 kilometru: La Baffe a Mossoux .

## Vývoj počtu obyvatel
Počet obyvatel